# Ken Wennerholm
Ken Uno Otto Wennerholm, född 17 augusti 1959 Säby församling i Jönköpings län, är en svensk musiker som är medlem i musikgruppen Triple & Touch.

## Biografi
Ken Wennerholm är son till förre bandyspelaren och -förbundskaptenen Uno Wennerholm och musikern Melanie Wennerholm (född Liebert). Ken Wennerholm har en bakgrund inom Frälsningsarmén och inledde sin musikkarriär som sångare i den kristna gruppen Sidewalk.
Wennerholm har tillsammans med Triple & Touch-medlemmen Göran Rudbo varit engagerad i välgörenhetsprojekt i Sydafrika, ett arbete som även kronprinsessan Victoria engagerat sig i. De har mottagit medalj av kungen för detta.

## Filmografi
- 1993 – Fångarna på fortet
- 2003 – Bingolotta
- 2005–2009 – På spåret
- 2006 – Hockeynördarna
- 2008 – Bingolotta

## Utmärkelser
- 2016 – Hans Majestät Konungens medalj i 5:e storleken i högblått band.[6]